# Comes Africae

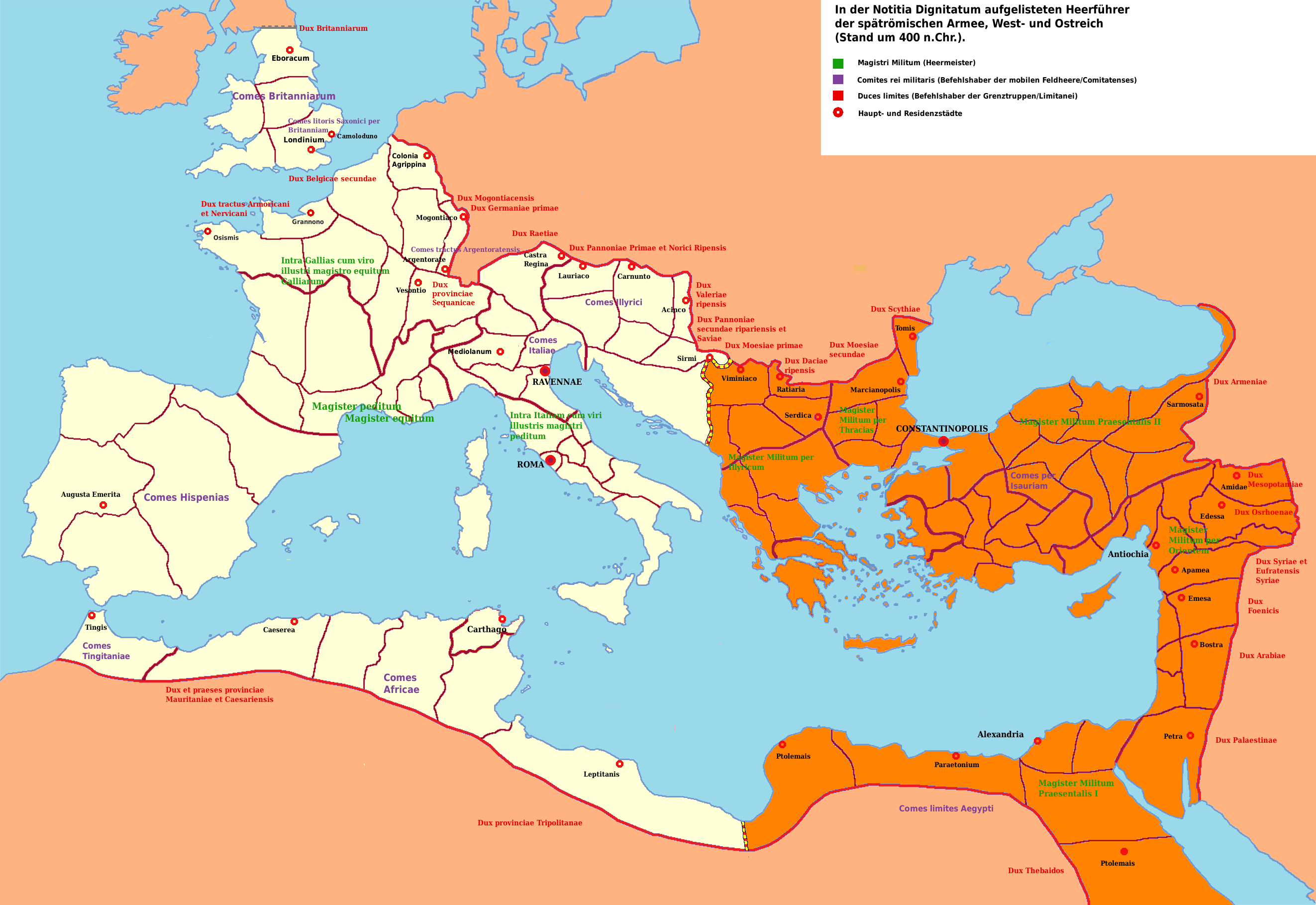
Heerführer der Comitatenses und Limitanei im 5. Jahrhundert n. Chr.

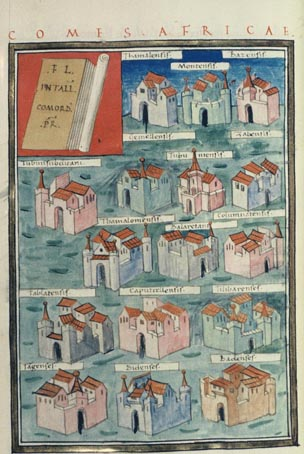
Notitia Dignitatum: Die Kastelle unter dem Kommando des Comes Africae: Thamalensis, Montensis, Bazensis, Gemellensis, Tubuniensis, Zabensis, Tubusubditani, Thamallomensis, Balaretani, Columnatensis, Tablatensis, Caputcellensis, Tillibarenses, Tangenses, Bidenses, Badenses

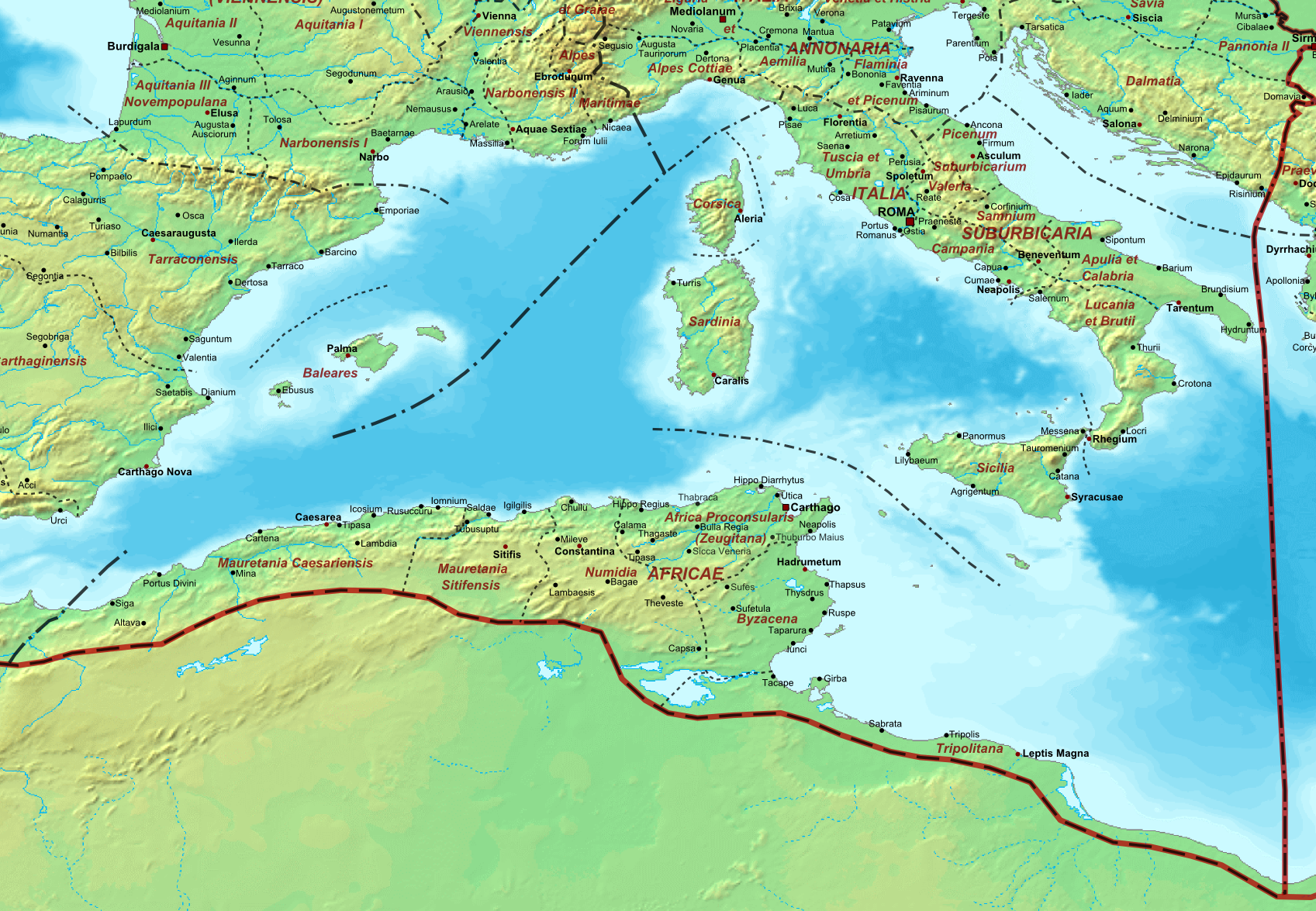
Die Provinzen der Diözese Africa zu Beginn des 5. Jahrhunderts

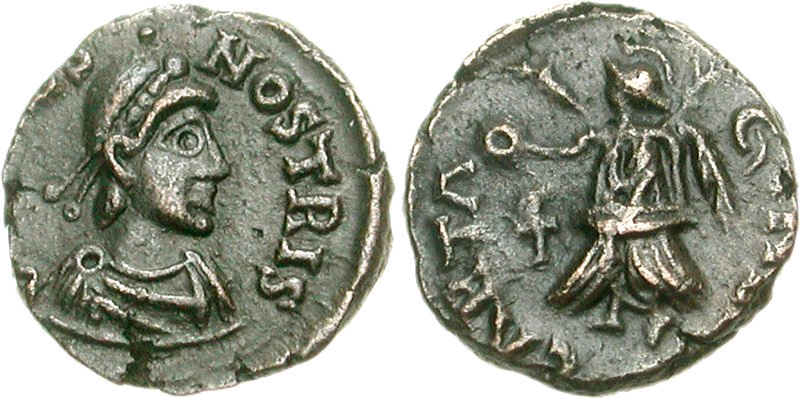
Münzportrait des Bonifatius, Comes Africae von 422–431

Der Comes Africae (lateinisch; auch Comes militaris rei per Africam) war ein hoher Offizier in der spätrömischen Armee des Westens und Inhaber einer der höchsten Kommandostellen (comes) im militärischen Aufgebot der nordafrikanischen Provinzen (römisches Africa) des 4. bis 5. Jahrhunderts n. Chr.

## Definition
Der römische Amts- und Ehrentitel Comes bezeichnete in der Spätantike in der Regel die höchste Rangklasse des Adels (vir spectabilis) bzw. Mitglieder des Kronrats am kaiserlichen Hof. Beim Militär wurde dieser Titel in der Regel an die Kommandeure der mobilen Feldarmeen in den Provinzen oder an hohe Offiziere für zeitlich begrenzte Sonderkommandos verliehen. Ein comes rei militaris war dem jeweiligen magister militum gegenüber verantwortlich, in diesem Fall dem magister militum praesentalis am westlichen Kaiserhof. Als vir spectabilis zählte er zur höchsten Rangklasse des Reichsadels.

## Funktion
Der Comes Africae war zusammen mit dem
- Comes Tingitaniae, dem Befehlshaber der Garnisonstruppen der Tingitana, und dem
- Dux et praeses provinciae Mauritaniae et Caesariensis, dem Befehlshaber der Garnisonstruppen im westlichen Nordafrika, sowie dem
- Dux provinciae Tripolitanae, Befehlshaber der Garnisonstruppen in der Tripolitania,

einer der vier ranghöchsten Offiziere und Unterstatthalter der Provinzen der spätrömischen Diocesis Africa. Sein Amtssitz befand sich wahrscheinlich in der Stadt Karthago. Der Zuständigkeitsbereich (tractus) des Comes erstreckte sich auf den größten Teil des Gebietes zwischen dem heutigen Algerien und Libyen, insbesondere aber auf die für die Getreideversorgung der Stadt Rom wichtigen Provinzen Numidia, Byzacena und Africa (intra Africam). 

## Entwicklung
Diokletian (284–305) setzte zunächst für die gesamte, von ihm als solche neu eingerichtete Dioecesis Africae einen Oberfeldherrn aus dem Ritterstand ein, der den Titel Dux per Africam et Numidiam Maurataniamque führte. Konstantin I. (306–337) überwachte die Dioecesen durch Sonderbeauftragte, die die Statthalter beaufsichtigten, Appellationen entgegennehmen und den Kaisern direkt über die Zustände in den Provinzen berichten sollten. Als solche Comes per Africam sind Leontius, der um 320 amtierte und Annius Tiberianus, 326–327, bekannt. Die militärische Comitiva Africae wurde vermutlich um 345 eingerichtet, war aber wohl nicht vor 368 ständig besetzt. Erst 393 wird der gegenwärtige Amtsträger, Gildo, als Comes et magister utriusque militiae per Africam von Kaiser Theodosius I. (379–394) bestätigt. Schon vorher hatte er seit acht Jahren das Kommando über die Truppen der gesamten Dioecese geführt. Wahrscheinlich war er für seine Loyalität zu Theodosius im Kampf gegen die Usurpatoren Magnus Maximus (383–388) und Eugenius (392–394) damit belohnt worden. Er stieg zum vir illustris auf und war damit praktisch dem Praefecti praetorio gleichstellt. Die Folge war, dass auch die Duces der Mauretania Tingitana und der Tripolitana ihm unterstanden. Auch die Feldarmee (Comitatenses) waren nun nicht unmittelbar dem magister militum praesentalis verantwortlich, dem Kommandeur der Hofarmee (im Westreich gab es in der Regel nur einen Heermeister der Hofarmee, während es im Osten zwei waren), sondern dem Comes Africae. Gildo konnte in den folgenden Jahren zunehmend seine Unabhängigkeit vom westlichen Oberkommando ausbauen, worauf die Zentralregierung beschloss gegen ihn vorzugehen. Nach seinem Sturz (397) wurde die Comitiva wieder in ihrer alten Form hergestellt.

## Verwaltungsstab
Das Officium (Verwaltungsstab) des Comes umfasste folgende Ämter:
- Principem ex officiis magistrorum militum praesentalium, 
uno anno a parte peditum, alio a parte equitum
 (Kanzleileiter, der vom magister militum für ein Jahr bestellt wurde).
- Cornicularium (Sekretär und Proviantmeister).
- Adiutorem (Assistent).
- Commentariensem ex officiis magistrorum
 militum praesentalium alternis annis
 (Buchführer und Rechtskundiger aus den Reihen der Armee).
- Numerarios duos ex utrisque officiis
 magistrorum militum praesentalium singulos (zwei Zahlmeister aus dem Stab des Heermeisters).
- Subadiuvam (untergeordnete Helfer).
- Regerendarium (Verwalter).
- Exceptores (Juristen).
- Singulares et reliquos officiales (Leibwächter und sonstige Beamte).

Neben den bezughabenden Kapiteln in der ND enthält auch ein Erlass vom 13. September 398, des weströmischen Kaisers Honorius (384–423), an seinen magister militum Stilicho einige Informationen über die Zusammensetzung des Verwaltungsstabes eines Comes rei militaris. Er legte fest, dass – wie auch schon bei den anderen Heerführern – der Princeps officii sowie die beiden Numerarii aus dem Kanzleipersonal des magister militum praesentalis in Ravenna zu rekrutieren sind. Wohl als Reaktion auf die Rebellion des Gildo. An dem Jahr 398 dürfte, laut Ralf Scharf, die Praxis der Beschickung der Verwaltungsstäbe der westlichen Comes und Duces aus ihren eigenen Kanzleipersonal ihr Ende gefunden haben. Die beiden o. g. Amtsträger wurden nun am Ende jeden Jahres abgelöst und mussten einen Tätigkeitsbericht vorlegen. Im Stab des Comes Africae findet sich auch ein Cornicularius. Dieser war für gewöhnlich auch für die Verproviantierung der Einheiten verantwortlich. Solche Amtsträger finden sich in der Notitia nur noch bei fünf anderen Comes und Duces. In der Spätantike fiel diese Aufgabe in die Verantwortung der Zivilverwaltung der Provinz. Möglicherweise konnte der Comes in Krisenzeiten eigenmächtig über die Versorgungsgüter aus den öffentlichen Speichern verfügen.

## Truppen
Die Truppenliste des Comes Africae wurde in der Notitia Dignitatum überliefert. Dem Comes standen insgesamt 12 Infanterie-, 19 Kavallerie-Einheiten der Comitatenses sowie 16 Einheiten der Limitanei zur Verfügung. An mobilen Truppen werden 31 Regimenter aufgelistet, die wohl zwischen 15.000 bis 22.000 Mann umfasst haben dürften. Die Reiterverbände waren palatini oder comitatenses, die unter dem Befehl der magistri militum standen. Nur eine davon, die Legio tertia Augusta, war schon seit Jahrhunderten in Africa stationiert. Die hohe Anzahl an Reitern dürfte auf die ständige Bedrohung der Grenzen durch Nomadenstämme zurückzuführen sein. Die 22 Infanterieeinheiten verteilten sich auf Garnisonen von Tripolitanien bis Mauretanien und zählten wahrscheinlich rund 10.000 Mann. Die Angaben in der Notitia dignitatum stellen vermutlich eine Momentaufnahme der Truppenstärke des Comes um das Jahr 420 dar. Ob einige der Limitaneiverbände mit den Comitanses unter dem Kommando des Comes identisch sind, kann nicht beantwortet werden, da in der Notitia nur Angaben über ihre Stationierungsorte vorliegen. Bemerkenswert ist, dass keine Limitaneiverbände namentlich angegeben werden, sondern nur 16 Limesabschnitte und der Rang der befehlshabenden Offiziere (praepositus limites), an denen sie stationiert waren. Es scheint, dass ihre Verbände aus Milizionären bestanden, die dort als Bauern angesiedelt waren und nur bei Einfällen der Wüstenstämme aufgeboten wurden.

## Liste der Amtsinhaber
Namentlich bekannte Amtsinhaber sind:
- Leontius (320)
- Gaius Annius Tiberianus? (Comes (Africae), 325–327)[9]
- Taurinus (Comes per Africam, 321?–345)
- Romanus (ca. 364–373)
- Flavius Victorianus (375–376)
- Gildo (386–398)
- Flavius Gaudentius (399–401)
- Bathanarius (401–408)[10]
- Heraclianus (408–412)
- Bonifatius (422–431)
- Sigisvultus (427)

## Distributio Numerorum
Laut der ND Occ. standen dem Comes folgende Einheiten zur Verfügung:
| Offiziere/Einheiten/Kastelle                                                                   | Bemerkung | Abbildung |
| ---------------------------------------------------------------------------------------------- | --- | --------- |
| Infanterie                                                                                     | Hofarmee (palatini) |           |
| Celtae iuniores (auxilia)                                                                      | Der Name Celtae bedeutet „die Kelten“; zur Zeit der Notitia war dies ein noch allgemein gebräuchlicher Stammesname für die Bewohner Galliens. Ihr Schildmuster ähnelt denen vieler anderer Einheiten in der Notitia; insbesondere den Heruli seniores in der italienischen Armee des Magister Peditum und den Abrincateni in der gallischen Armee des Magister Equitum. Obwohl es Hinweise darauf gibt, dass einige der Schilddarstellungen der westlichen Auxilia platina, von den mittelalterlichen Kopisten am falschen Platz in ihr Manuskript eingefügt wurden, ist nicht klar, ob dies auch bei dieser Einheit passiert ist. Laut Ammianus Marcellinus wurden die Celtae im Feld oft zusammen mit den Petulantes eingesetzt. In der Notitia werden die Celtae seniores sowohl in der Truppenliste des Magister Peditum als auch in seiner italienischen Armee den Petulantes seniores vorangestellt, während die Celtae iuniores unter dem Comes Africae keine Partner zu haben scheinen, da sie die einzige Einheit der Auxilia palatina unter seinem Kommando waren (die Petulantes iuniores sind unter dem Magister Militum per Illyricum angeführt). Es scheint, dass die Petulantes und Celtae bei Ammianus den Petulantes seniores und Celtae seniores der Notitia entsprechen und nicht den Iuniores-Einheiten; es ist jedoch nicht bekannt, wann sie in Seniores und Iuniores aufgeteilt wurden. |           |
| Armigeri propugnatores seniores (legio)                                                        | Die Einordnung der Armigeri propugnatores seniores und iuniores nach den Celtae iuniores deutet darauf hin, dass sie bei der ersten Zusammenstellung der Notitia noch Comitatenses-Einheiten waren, später jedoch in den Platinstatus erhoben wurden, da sie auch in der Liste des Magister Peditum angegeben sind. Die Hälfte der zwölf Legio palatina im Westen sind nachträglich aufgewertete Einheiten. |           |
| Armigeri propugnatores iuniores (legio)                                                        | |           |
| Cimbriani (legio)                                                                              | Die Legion wurde ursprünglich aus dem Volksstamm der Cimbri rekrutiert und zählte wohl noch zu den Comitatenses, als die erste Fassung der westlichen Notitia dignitatum zusammengestellt wurde. Später wurde sie zu einer Palatini-Einheit befördert und den Hoftruppen in der afrikanischen Feldarmee zugeteilt. Der Eintrag nach den Celtae iuniores deutet zumindest darauf hin. In der Notitia scheinen sie auch in der Truppenliste des Magister Peditum auf. Die Hälfte der zwölf westlichen Legio palatina sind nachträglich (nach den großen Barbareneinfall von 406) aufgewertete Einheiten. |           |
| Infanterie                                                                                     | Feldheer (comitatenses) |           |
| Secundani Italiciani                                                                           | Die Einheit ging aus der norischen Hauslegion, der Legio II Italica hervor, seit dem zweiten Jahrhundert n. Chr. stationiert in Lauriacum (heute Enns in Oberösterreich). In der ND scheint die Stammtruppe in der Liste des Dux Pannoniae Primae et Norici Ripensis auf. Andere Vexillationen der Legion dürften die Lanciarii Lauriacenses sein, pseudocomitatenses unter dem Comes Illyrici. Die Secundani, sie standen in der Armee des magister militum per Illyricum, die Divitenses seniores in der Hofarmee des magister militum praesentalis und die Divitenses Gallicani in der Feldarmee des magister militum per Thracias (zu den diversen Sprengelkommandos und der Entwicklung des Heermeisteramts siehe Magister militum). |           |
| Primani                                                                                        | Die Truppe ging aus der Legio I Flavia Pacis hervor. Wahrscheinlich wurde um 389 eine Vexillation nach Britannien verlegt. In der ND scheint unter dem Befehl des Dux Britanniarum ein Praefectus numeri Pacensium stationiert in Magis (?) auf. 407–413 kehrte sie wieder auf den Kontinent zurück und als Pacenses in das Lager von Saletio (Seltz im Elsass) verlegt. Sie wurden dort von einem Praefectus militum unter dem Oberbefehl des Dux Mogontiacensis kommandiert. Weiters scheint die Prima Flavia Pacis in der ND als comitatenses in den Listen des magister peditum auf. |           |
| Secundani                                                                                      | Die Einheit ging aus der Legio II Flavia Virtutis hervor und scheint in der Notitia Dignitatum auch in den Listen des magister peditum auf. Möglicherweise ging aus der Legion auch die secunda Flavia hervor, die in der civitas Vangionum (bei Worms) stationiert waren und von einem Praefectus militum, unter dem Oberbefehl des Dux Mogontiacensis, kommandiert wurden. Diese Zuordnung gilt jedoch als unsicher. |           |
| Tertiani                                                                                       | Die Einheit ging aus der Legio III Flavia Salutis hervor. Sie scheint in der ND auch in den Listen des magister peditum auf. |           |
| Constantiniani (Legio II Flavia Constantiniana)                                                | |           |
| Tertio Augustani (legio)                                                                       | Bei dieser Truppe handelte es sich um den Rest der Legio III Augusta, eine der alten Stammlegionen in Nordafrika, die ab 30 v. Chr. im Legionslager von Lambaesis stationiert war. In der ND scheint sie noch in den Listen des Magister Peditum Praesentalis und dem Magister Equitum per Gallias auf. Es ist bemerkenswert, dass das Schildmuster dem der Equites stablesiani Africani einer der den Comes Africae zugeordneten vexillationes comitenses, sehr ähnlich ist. |           |
| Fortenses (legio)                                                                              | Die beiden in der Notitia dignitatum angegebenen Legionseinheiten der Fortenses zählen zu den comitatenses und sind mit unterschiedlichen Schildzeichen versehen. Sie werden in der Truppenliste des Magister Peditum geführt, stehen dort aber noch in Hispanien. Fortenses standen auch in der Armeen des magister militum praesentalis, Fortenses auxiliarii (pseudocomitatenses) unter dem magister militum per Orientem, die Dalmatae Fortenses (cuneus), Dalmatinische Reiter in der Armee des Dux Daciae ripensis, Fortenses (numerus) beim Comes litoris Saxonici per Britanniam und die Fortenses (ein cuneus Reiter) in der Armee des Dux Valeriae ripensis. Die afrikanischen Fortenses sind vermutlich dieselben wie die Milites Fortenses unter dem Dux provinciae Tripolitanae. Die Männer unter dem Befehl des Praepositus limitis Fortensis unter den Dux et praeses provinciae Mauritaniae et Caesariensis könnten ebenfalls aus den Fortenses herausgezogen worden sein. |           |
| Constantiaci (pseudocomitatenses)                                                              | Nach Ansicht Otto Seecks war diese Einheit eine Vexillation aus der Einheit der Flavia victrix Constantina, die ebenfalls den comitatenses angehörten. Ihre Position in der Liste würde auch besser zu einer comitatensischen Einheit passen als zu Pseudocomitatenses; ihr genauer Status blieb aber bis heute ungeklärt. |           |
| Kavallerie                                                                                     | |           |
| Equites stablesiani Italiciani (vexillation)                                                   | |           |
| Equites scutarii seniores (vexillation)                                                        | |           |
| Equites stablesiani seniores (auch Equites stablesiani Africani/vexillation)                   | Diese Einheit stammt wohl von der Reiterei der Legio III Augusta ab. Ihr vollständiger Name könnte Equites stablesiani Africani seniores gelautet haben. |           |
| Equites Marcomanni (vexillation)                                                               | Es könnte sein, dass diese Einheit im Jahre 397 zur Niederschlagung des Aufstandes des Gildo nach Africa versetzt wurde. Besonders zufrieden mit den Leistungen der Markomannen war die Bevölkerung der Provinz offensichtlich nicht; um 411 machte sie der afrikanische Bischof Augustinus von Hippo in seinen Schriften zum Gegenstand höhnischer Bemerkungen. |           |
| Equites armigeri seniores (vexillation)                                                        | |           |
| Equites clibanarii (auch Equites sagittarii clibanarii, vexillation)                           | |           |
| Equites sagittarii Parthi seniores (vexillation)                                               | |           |
| Equites cetrati seniores (vexillation)                                                         | |           |
| Equites primo sagittarii (vexillation)                                                         | |           |
| Equites secundo sagittarii (vexillation)                                                       | |           |
| Equites tertio sagittarii (vexillation)                                                        | |           |
| Equites quarto sagittarii (vexillation)                                                        | |           |
| Equites Parthi sagittarii iuniores (auch Equites sagittarii oder Parthi iuniores/vexillation)  | |           |
| Equites cetrati iuniores (vexillation)                                                         | |           |
| Equites promoti iuniores (vexillation)                                                         | |           |
| Equites sagittarii iuniores (vexillation)                                                      | |           |
| Equites Honoriani iuniores (vexillation)                                                       | |           |
| Equites scutarii iuniores scolae secundae (auch Equites secundi scutarii iuniores/vexillation) | |           |
| Equites armigeri iuniores (vexillation)                                                        | |           |
| Infanterie                                                                                     | Grenztruppen (limitanei) |           |
| Praepositus limitis Thamallensis                                                               | |           |
| Praepositus limitis Montensis in castris Leptitanis                                            | |           |
| Praepositus limitis Bazensis                                                                   | |           |
| Praepositus limitis Gemellensis                                                                | |           |
| Praepositus limitis Tubuniensis                                                                | |           |
| Praepositus limitis Zabensis                                                                   | |           |
| Praepositus limitis Tubusubditani                                                              | |           |
| Praepositus limitis Thamallomensis                                                             | |           |
| Praepositus limitis Balaretensis                                                               | |           |
| Praepositus limitis Columnatensis                                                              | |           |
| Praepositus limitis Tablatensis                                                                | |           |
| Praepositus limitis Caputcellensis                                                             | |           |
| Praepositus limitis Secundaeforum in castris Tillibarensibus                                   | |           |
| Praepositus limitis Taugensis                                                                  | |           |
| Praepositus limitis Bidensis                                                                   | |           |
| Praepositus limitis Badensis                                                                   | |           |